# John William Chapman
 (novembre 2024).
Si vous disposez d'ouvrages ou d'articles de référence ou si vous connaissez des sites web de qualité traitant du thème abordé ici, merci de compléter l'article en donnant les références utiles à sa vérifiabilité et en les liant à la section « Notes et références ».
John William Chapman, né le 8 septembre 1894 à Crete dans le Nebraska et mort le 17 août 1978 dans le comté de Broward en Floride, est un homme politique américain et ancien gouverneur adjoint républicain de l'Illinois. 

## Biographie
Chapman fréquente l'école publique de Chicago. Il est diplômé de l'université de Chicago en 1915 et reçoit une licence en droit de l'école de droit de l'université de Chicago en 1917. Il entre dans la pratique privée à Chicago dans les années 1920 jusqu'à ce qu'il s'installe à Springfield en 1941. En 1927, il est élu au sein du conseil municipal de Chicago. Il sert comme secrétaire exécutif du gouverneur Dwight Green de 1941 à 1949. En 1941, il est nommé au conseil des libérations conditionnelles de l'Illinois servant jusqu'à mars 1950. Il est élu lieutenant-gouverneur de l'Illinois et sert de 1953 à 1961. Il meurt en 1978 et est incinéré.